# Damir Bičanić
Damir Bičanić, född 29 juli 1985 i Vukovar, SFR Jugoslavien (nu Kroatien), är en kroatisk handbollsspelare (vänsternia). Han var med och tog OS-brons 2012 i London.

## Klubbar
- RK Umag (2002–2004)
- RK Osijek (2004–2005)
- RK Medveščak (2005–2007)
- RK Zagreb (2007–2008)
- CB Ademar León (2008–2010)
- Chambéry Savoie HB (2010–2017)
- RK Zagreb (2017–2020)